# Johann Parum Schultze
Johann Parum Schultze (* 1677; † 1740) war Dorfschulze in Süthen im Hannoverschen Wendland.

## Leben

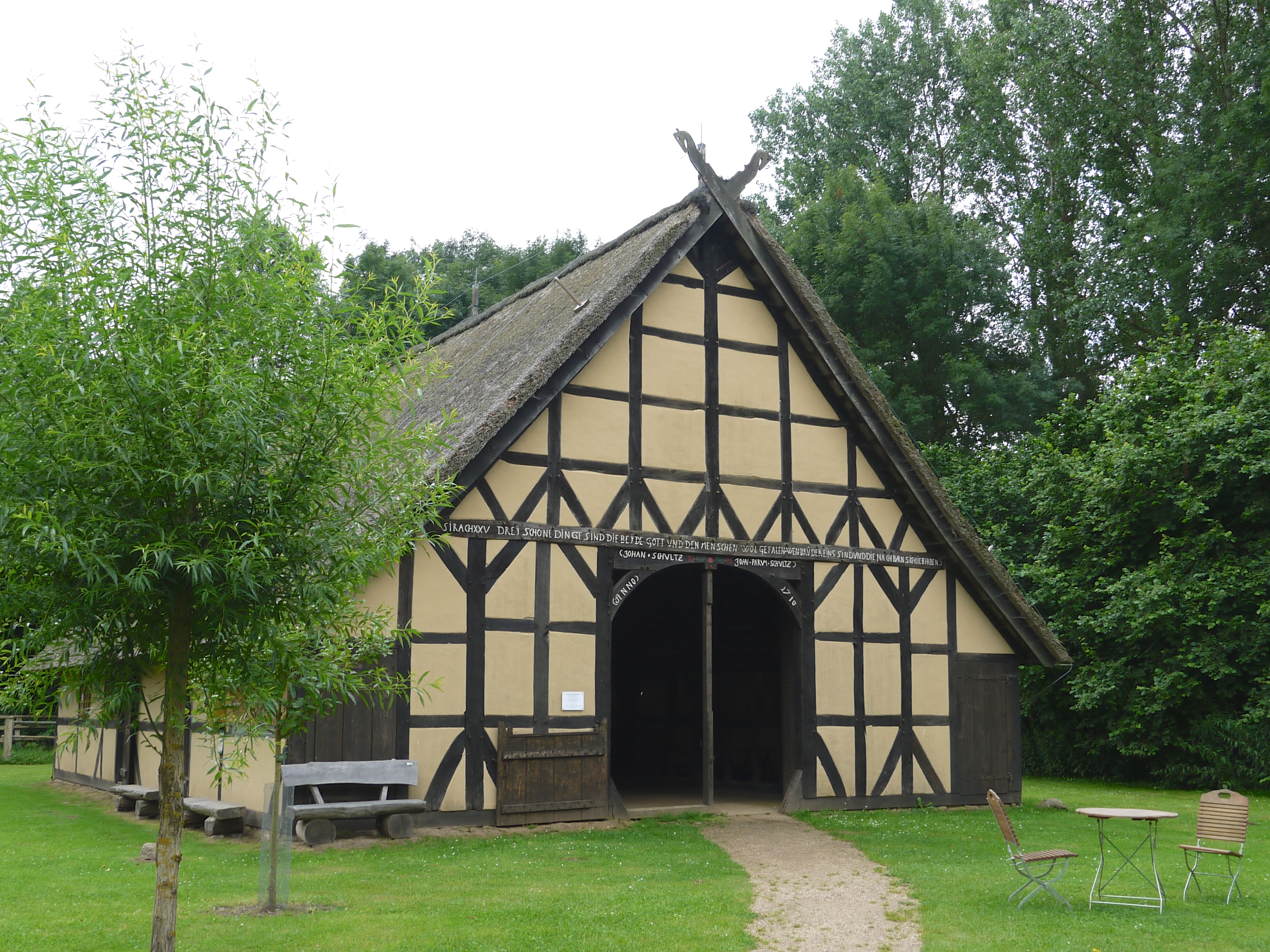
Parum-Schultze-Haus im Rundlingsmuseum in Lübeln

Schultze war Wende bzw. genauer Dravänopolabe; ihm verdankt die Nachwelt eine der wenigen Aufzeichnungen über das Leben und die Sprache der Dravänopolaben. Er verfasste seine Chronik zwar auf Hochdeutsch, sie enthält jedoch eine Wortsammlung der wendischen bzw. dravänopolabischen Sprache.
Schultze war sich bewusst, dass die dravänopolabische Sprache im Aussterben begriffen war. Er schrieb in seiner Chronik: „Wenn mit mir und denn noch drey Personen es vorbey ist in unserem Dorf, alsdann wird wohl niemand recht wissen, wie ein Hund auf Wendisch genannt wirdt.“ Deshalb begann er, seine Muttersprache der Nachwelt aufzuzeichnen.
Das Rundlingsmuseum in Lübeln hat Schultze und seiner Zeit weite Teile der Ausstellung gewidmet. Ein Zweiständerhaus, das er 1710 gebaut hat, ist ins Museum umgesetzt und renoviert worden. Das Haus ist auch nach ihm benannt worden. 
Die Grundschule in Küsten ist als „Johann-Parum-Schultze-Schule“ nach dem Dorfchronisten benannt.

## Werke
- Johann Parum Schultze; Reinhold Olesch (Hrsg.): Fontes linguae Dravaenopolabicae minores et Chronica Venedica J. P. Schultzii (= Slavistische Forschungen; Band 7). Böhlau, Köln und Graz 1967, DNB 456639004.
- Johann Parum Schultze; Karl Kowalewski (Hrsg.): Die Wendland-Chronik des Dorfschulzen Johann Parum Schultze aus Süthen, geschrieben in der ersten Hälfte des 18. Jahrhunderts. AJB-Verlag, Lüchow 1991, ISBN 3-928117-02-5.